# Municipio de Union (condado de Spink)
El municipio de Union (en inglés: Union Township) es un municipio ubicado en el condado de Spink en el estado estadounidense de Dakota del Sur. En el año 2010 tenía una población de 51 habitantes y una densidad poblacional de 0,55 personas por km².

## Geografía
El municipio de Union se encuentra ubicado en las coordenadas 44°40′31″N 98°2′18″O / 44.67528, -98.03833. Según la Oficina del Censo de los Estados Unidos, el municipio tiene una superficie total de 93.27 km², de la cual 93,27 km² corresponden a tierra firme y (0 %) 0 km² es agua.

## Demografía
Según el censo de 2010, había 51 personas residiendo en el municipio de Union. La densidad de población era de 0,55 hab./km². De los 51 habitantes, el municipio de Union estaba compuesto por el 100 % blancos. Del total de la población el 0 % eran hispanos o latinos de cualquier raza.